# بگشات
بگشات (به انگلیسی: Bagshot) یک روستا در بریتانیا است که در ساری واقع شده‌است. بگشات ۵٬۵۹۲ نفر جمعیت دارد.